# Базариха
Базариха — село в Викуловском районе Тюменской области России. Входит в состав Коточиговского сельского поселения.

## География
Село находится в восточной части Тюменской области, в таёжной зоне, в пределах юго-западной части Западно-Сибирской низменности, на левом берегу реки Барсук, вблизи места впадения в неё реки Базарихи, на расстоянии примерно 27 километров (по прямой) к востоку от села Викулова, административного центра района. Абсолютная высота — 91 метр над уровнем моря.
Климат
Климат континентальный с суровой холодной зимой. Годовое количество осадков — 417 мм. Средняя температура января составляет −18,9 °C, июля — +18 °C. Продолжительность периода с
устойчивым снежным покровом — 161 день.
Часовой пояс
Село Базариха, как и вся Тюменская область, находится в часовой зоне МСК+2. Смещение применяемого времени относительно UTC составляет +5:00.

## Население
| 2010 |
| ---- |
| 174  |

Половой состав
По данным Всероссийской переписи населения 2010 года в половой структуре населения мужчины составляли 48,9 %, женщины — соответственно 51,1 %.
Национальный состав
Согласно результатам переписи 2002 года, в национальной структуре населения русские составляли 97 % из 235 чел.